# Viola caleyana
Viola caleyana är en violväxtart som beskrevs av George Don jr. Viola caleyana ingår i släktet violer, och familjen violväxter. Inga underarter finns listade i Catalogue of Life.